# Anthreptes reichenowi
El suimanga de Reichenow (Anthreptes reichenowi) es una especie de ave paseriforme de la familia Nectariniidae propia del este de África.

## Descripción
Son aves paeriformes del Viejo Mundo que se alimentan principalmente de néctar, aunque también  insectos, sobre todo para la alimentación de los jóvenes. Su vuelo es rápido y directo en sus alas cortas. La mayoría de las especies puede tomar néctar revoloteando como un colibrí.

## Distribución
Tiene una distribución dispersa, con una sub-población en las tierras bajas costeras de Kenia y el nordeste de Tanzania , y otra en Mozambique y Zimbabue. Puede estar en riesgo por la tala de bosques de tierras bajas a lo largo de su hábitat.

## Subespecies
Según Alan P. Peterson, existen dos subespecies :
- Anthreptes reichenowi reichenowi Gunning 1909
- Anthreptes reichenowi yokanae Hartert 1921